# 片田一幸
片田 一幸（かただ かずゆき 8月14日 - ）は株式会社リアルの代表取締役社長。また2011年6月より一般社団法人リノベーション協議会理事を務めている。

## 概要
愛知県名古屋市出身。愛知県立犬山高等学校を卒業後、名城大学に進学。リノベーション協議会の理事として、愛知県住生活基本計画2020「新しい住まい・まちづくりビジョン有識者懇談会分科会」へのゲストアドバイザーとして参加するなどといった活動も行っている。
2014年11月30日に朝日新聞上にてリノベーション工事の統一基準品質について言及。
2016年5月10日リノベーション再生物件に選択プランを提案した。
現在、名古屋市在住。

## プロフィール

### 業歴
- 平成元年10月　ダイア建設株式会社 入社
- 平成12年12月　有限会社リアル 設立
- 平成17年2月　株式会社へ組織変更　株式会社リアル
- 平成19年4月　株式会社リアルサポート　設立
- 平成23年6月　リノベーション住宅推進協議会理事就任
- 平成27年5 月　放映のテレビ愛知『NEWSアンサー』の「住宅リノベーション最前線」に出演
- 平成27年11月　愛知県住生活基本計画2020「第2回新しい住まい・まちづくりビジョン有識者懇談会分科会」へゲストアドバイザーとして参加
- 平成28年1月　愛知県住生活基本計画2020「第3回新しい住まい・まちづくりビジョン有識者懇談会分科会」へゲストアドバイザーとして参加
- 平成28年5月　中部経済新聞にて多様な顧客ニーズに対応した新サービスについて言及。脚注”収納デザインで差別化”中部経済新聞社（2016年5月10日）
- 平成29年3月　放映の東海テレビ「スイッチ」に出演
- 平成30年9月　中部経済新聞にて年齢、性別で絞り込んだリノベーション物件を掲げた。脚注”年齢、性別で絞り込み”中部経済新聞社（2018年9月12日）
- 令和元年5月　株式会社リアル本社ビルにショールーム「REALリノベスタジオ」をオープン
- 令和元年6月　リフォーム産業新聞にて買取再販物件用のショールームについて言及。  脚注”「買取再販」物件用のショールーム”のリフォーム産業新聞社（2019年6月24日）
- 令和2年11月　中部経済新聞にてコロナで変化するニーズに即したリノベーションについて言及。  脚注”リノベーションに力コロナ禍のニーズ捉える”中部経済新聞（2020年11月18日）
- 令和2年2月23日　東海テレビ『タイチサン！』の「絶対に住みたくなる!!東海地方のザワめき物件SP」に出演
- 令和3年1月　朝日新聞にてテレワーク対応マンションに言及。脚注"テレワーク対応マンション続々"朝日新聞社(2021年1月20日）